# Estación São Joaquim
La estación metro viaria São Joaquim es una de las estaciones de la Línea 1-Azul del Metro de São Paulo. Está programado para recibir la Línea 6-Naranja.
Fue inaugurada el 17 de febrero de 1975. 
Está ubicada en la Av. Liberdade, 1033.

## Características
Estación subterránea con entrepiso de distribución y plataformas laterales con estructura en concreto aparente. 
Capacidad de hasta 20.000 pasajeros por día.
Área construida de 6.415m².

## Demanda media de la estación
La media de entrada de pasajeros en esta estación, es de 39 mil pasajeros por día, según datos del Metro.

## Puntos de interés y de Utilidad pública
- Barrio da Liberdade - Cultura Oriental[5]
- Aclimação
- Museo de la Inmigración Japonesa[6]
- Teatro Bandeirantes[7]
- Teatro Antonio Fagundes[8]
- Parroquia Santo Agostinho
- Iglesia Adventista del Séptimo Día
- Iglesia Bautista Alemana de São Paulo
- Iglesia Mesiánica Mundial de Brasil
- Iglesia Metodista Central de São Paulo
- Iglesia Nossa Senhora do Carmo
- Iglesia Nossa Senhora dos Aflitos  (fundación 1774)- Calle dos Aflitos, 70
- Centro de la Cultura Japonesa
- Centro Cultural Hakka de la República China (Taiwán)
- Templo Budista Busshinji
- Instituto Central del Cáncer
- Instituto de Cirugía del Aparato Digestivo de la Beneficencia Portuguesa
- Instituto de Ginecología y Obstetricia
- Instituto de Neurología de la Beneficencia Portuguesa
- Instituto Ludwig de Investigación Contra el Cáncer
- Hospital Adventista
- Hospital Bandeirantes
- Hospital Beneficencia Portuguesa
- Hospital del Servidor Público Municipal
- Hospital Modelo
- Hospital Osvaldo Cruz
- Hospital Paulistano
- Hospital Pérola Byngton
- Hospital Santa Maggiore
- Hospital Santa Helena
- Hospital São Lucas
- Banco de Sangre - Beneficencia Portuguesa 	(C-14)
- Centro de Cirugía Vascular de la Beneficencia Portuguesa 	(D-15)
- Poder Judicial Justicia Federal
- Poder Judicial Justicia Militar
- SEBRAE - Servicio de Apoyo a las Micro y Pequeñas Empresas
- Palácio del Trabajador
- Etapa Vestibulares
- Universidade Cruzeiro do Sul - Campus Liberdade
- Escuela Técnica São Francisco de Bórgia
- Colegio Adventista de Liberdade
- Colegio Santo Agostinho[9]
- Universidade Nove de Julho - Campus Vergueiro
- Anglo Vestibulares
- Centro Universitário de las Facultades Metropolitanas Unidas - (FMU - Campus Liberdade)

## Obras de arte
La estación no forma parte del Itinerario de Arte en las Estaciones (Metro de São Paulo).

## Tabla
| Sigla | Estación    | Inauguración          | Capacidad                  | Integración                                                            | Plataformas | Posición    | Comentarios                                   |
| ----- | ----------- | --------------------- | -------------------------- | ---------------------------------------------------------------------- | ----------- | ----------- | --------------------------------------------- |
| JQM   | São Joaquim | 17 de febrero de 1975 | 20 mil pasajeros hora/pico | Bilhete Único de SPTrans Planificada integración con la futura Línea 6 | Laterales   | Subterránea | Estación con estructura de concreto aparente. |